# Тобечик (Кадыкелечинская волость)
Тобечи́к (укр. Тобечік, крымскотат. Töbeçik, Тёбечик) — исчезнувшее село в Ленинском районе Республики Крым, располагавшееся на юго-западе района, в степной части Крыма, примерно в 3 км к югу от современного села Ячменное.

## История
Первое документальное упоминание села встречается в Камеральном Описании Крыма… 1784 года, судя по которому, в последний период Крымского ханства Тегиле-кой Гасан входил в Арабатский кадылык Кефинского каймаканства. После присоединения Крыма к России (8) 19 апреля 1783 года, (8) 19 февраля 1784 года, именным указом Екатерины II сенату, на территории бывшего Крымского Ханства была образована Таврическая область и деревня была приписана к Левкопольскому, а после ликвидации в 1787 году Левкопольского — к Феодосийскому уезду Таврической области. После Павловских реформ, с 1796 по 1802 год, входила в Акмечетский уезд Новороссийской губернии. По новому административному делению, после создания 8 (20) октября 1802 года Таврической губернии, Тобечик был включён в состав Кадыкелечинской волости Феодосийского уезда.
Затем, видимо, вследствие эмиграции крымских татар в Турцию, деревня опустела и на военно-топографической карте генерал-майора Мухина 1817 года обозначен уже разорённый Тобечик. На карте 1842 года Текбе эли Коясан обозначен, как развалины.